# Höfling, Koče - Muta
Höfling je naselje občine Koče - Muta v okraju Šmohor na Koroškem v Avstriji.